# وزیر امور خارجه و مشترک‌المنافع
وزیر عالی اعلیحضرت در امور خارجه و مشترک‌المنافع که اغلب به‌طور غیررسمی به عنوان وزیر خارجه مشهور است مقامی ارشد و یکی از مناصب کبیر حکومتی در دولت اعلیحضرت و رئیس وزارت امور خارجه بریتانیا است. این منصب در سطح کابینه است. وظایف وزیر خارجه شامل: روابط با کشورهای خارجی، مسائل مربوط به اتحادیه کشورهای همسود و سرزمین‌های خارج از کشور، به‌علاوه ارتقاء منافع بریتانیا در خارج از کشور است. وزیر امور خارجه بریتانیا مسئولیت سازمان اطلاعات مخفی بریتانیا (MI6) و ستاد ارتباطات دولت انگلیس (GCHQ) را به‌طور مستقیم پاسخگو به این فرد است، بر عهده دارد.
این منصب در سال ۱۹۶۸ با ادغام مناصب وزیر امور خارجه و وزیر امور مشترک‌المنافع ایجاد شد.